# 崇仁河
崇仁河，是中国长江流域的一条河流，汇入抚河左岸，属于抚河水系。河长129千米，流域面积2600平方千米，多年平均流量81立方米每秒。自然落差134米。水能理论蕴藏量1万千瓦。